# Zarmatarey
Zarmatarey est le nom donné à une région nigérienne comprise entre le Dallol Bosso et le Dallol Maouri, par les auteurs de l'histoire des Zarma.
Pour les Zarma, l'actuel département de Kollo est fréquemment appelé Zarmatarey, tandis que la région du Dallol Bosso et Dallol Maouri est Boboye.